# Prayssas
Prayssas település Franciaországban, Lot-et-Garonne megyében. Lakosainak száma 995 fő (2022. január 1.). Prayssas Montpezat, Cours, Frégimont, Lacépède, Laugnac, Lusignan-Petit, Madaillan és Saint-Salvy községekkel határos.

## Népesség
A település népességének változása:
| Lakosok száma | 881  | 732  | 784  | 923  | 977  | 997  | 998  | 995  | 991  | 995  |
|               | 1968 | 1982 | 1990 | 2006 | 2013 | 2015 | 2017 | 2019 | 2020 | 2022 |